# بردزرد (دزپارت)
بردزرد، روستایی در دهستان دنباله‌رود شمالی بخش مرکزی شهرستان دزپارت در استان خوزستان ایران است.
مردم بردزرد با گویش بختیاری که نزدیک به زبان پهلوی است صحبت می کنند و بسیار مهمان نواز می باشند.
شغل اغلب مردم این روستا دامداری و صنایع لبنی می باشد و کشاورزی نیز به مقدار مصرف شخصی صورت می گیرد. 
در پایین دست این روستا آبشار زیبای بیشه قرار دارد که به رود کارون می ریزد، همچنین در بخش شمالی روستا مقبره ی ابوالقاسم از نوادگان موسی کاظم قرار دارد که تا رسیدن به این مکان با منظره های بسیار زیبای دره های عمیق و چشمه های پرآب روبرو می شوید. 
این روستا جنب نیروگاه برق سدّ کارون سه شهرستان ایذه واقع شده است و فاصله آن تا مرکز شهرستان حدود ۲۵ کیلومتر می باشد.
کمپ های مختلف گردشکری در منطقه ی سد کارون سه اردو می زنند که امکانات خوبی را برای گردشگران محترم در فصل بهار فراهم می کنند.

## جمعیت
بر پایه سرشماری عمومی نفوس و مسکن در سال ۱۳۹۵، جمعیت این روستا برابر با ۶۱ نفر (۱۵ خانوار) بوده است.